# خانه پوکر
خانه پوکر (انگلیسی: The Poker House) یک فیلم آمریکایی در ژانر داستان بلوغ و درام به کارگردانی لوری پتی است که در سال ۲۰۰۸ منتشر شد.

## داستان
داستان این فیلم بر اساس زندگی خود پتی در اواسط دهه ۱۹۷۰ است. این فیلم زندگی یک دختر نوجوان به تصویر می‌کشد که دو خواهر کوچکتر خود را در روسپی‌خانه مادرشان بزرگ می‌کند.

## بازیگران
- سلما بلر
- جنیفر لارنس
- بوکیم وودبین
- دیوید آلن گرایر
- کلویی گریس مورتس
- اندرو روتنبرگ